# Brix, Manche

Brix este o comună în departamentul Manche, Franța. În 1 ianuarie 2022 avea o populație de 2.146 de locuitori.